# Crash of the Titans
Crash of the Titans – czternasta gra z serii Crash Bandicoot. Zły Dr. Cortex po raz kolejny porywa siostrę Crasha, Coco. Crashowi udaje się jednak uratować Aku-Aku przed porwaniem. Dzięki promieniowi „Evolvo-Ray” Cortex tworzy armię złych tytanów, które są mu bezgranicznie posłuszne, a ich jedynym celem jest zgładzić jamraja. Crash znów musi stawić czoło niebezpieczeństwu.